# Polanowo (Słupca)
Pour les articles homonymes, voir Polanowo.
Polanowo (prononciation : [pɔlaˈnɔvɔ]) est un village polonais de la gmina de Powidz dans le powiat de Słupca de la voïvodie de Grande-Pologne dans le centre-ouest de la Pologne.
Il se situe à environ 4 kilomètres au sud de Powidz (siège de la gmina), à 12 kilomètres au nord de Słupca (siège du powiat) et à 70 kilomètres à l'est de Poznań (capitale régionale).
Le village possède une population de 60 habitants.

## Histoire
De 1975 à 1998, le village faisait partie du territoire de la voïvodie de Konin.

Depuis 1999, Polanowo est situé dans la voïvodie de Grande-Pologne.